# TWILIGHT IN CITY 〜for lovers only〜
『TWILIGHT IN CITY 〜for lovers only〜』（トワイライト・イン・シティ 〜フォー・ラヴァーズ・オンリー〜）は、DEENの19枚目のアルバム。2021年7月7日にEpic Records Japanからリリースされた。

## 解説
初回限定生産盤、完全限定生産盤、通常盤の三形態で発売され、それぞれのジャケットも異なるものとなっており、ジャケットに描かれたイラストは『POP IN CITY 〜for covers only〜』のジャケットイラストも担当したイラストレーター・永井博による描き下ろしイラストになっている。初回限定盤には『POP IN CITY 〜for covers only〜』に収録された「プラスティック・ラブ」「君は1000%」「悲しみがとまらない」「埠頭を渡る風」のビデオクリップが収録されたBlu-ray Discが付属された。
本作で久々のオリコン週間アルバムチャートで6位にランクインを果たしており、トップ10入りを果たしたのは2005年発売の『DEEN The Best キセキ』以来約16年ぶり。本作をもって1990年代、2000年代、2020年代の3年代でランキングにトップ10入りを果たすこととなった。

## 収録曲

### Disc.1 (CD)
- 全曲作詞：池森秀一 (特記を除く)、全曲作曲：山根公路

1. about long night
編曲:侑音
2. drive alone
編曲:篠崎裕
3. off limit
編曲:大平勉
4. urban honey night
編曲:大平勉
5. tokyo wind
編曲:侑音
6. twilight chinatown
編曲:大平勉
7. cosmic rendez-vous
編曲:杉山洋介
8. cause
編曲:大平勉
9. dawn patrol
作詞：山根公路 / 編曲:小川清邦
10. city Lights
編曲:侑音

[Bonus Track]
1. 埠頭を渡る⾵ Live at Zepp DiverCity Tokyo
初回⽣産限定盤のみ
プラスティック・ラブ Live at Zepp DiverCity Tokyo
通常盤のみ
君は1000% Live at Zepp DiverCity Tokyo
完全⽣産限定盤のみ
悲しみがとまらない Live at Zepp DiverCity Tokyo
配信盤のみ

### Disc.2 (Blu-ray Disc) 【初回生産限定盤のみ】
<DEEN NEWJOURNEY TOUR “duo+”〜Ballads in Love〜 追加公演>
2019/12/1 室町三井ホール
1. 夢であるように
2. もう泣かないで
3. このまま君だけを奪い去りたい
4. 星の雫
5. 君の⼼に帰りたい
6. '君がいない夏
7. MY LOVE

<Music Video>
1. 悲しみがとまらない
2. 埠頭を渡る⾵
3. プラスティック・ラブ
4. 真夜中のドア/STAY WITH ME <Special Edit>

### Disc.3 (DVD) 【完全限定生産盤 (ファンクラブ会員盤)のみ】
THE FIRST TALK
デビュー28年目を迎えたメンバー二人だけが語る本音でのトーク内容の撮り下ろしが収録された。